# Ікталур блакитний
Ікталур блакитний (Ictalurus furcatus) — сом з роду Ікталур родини Ікталурові ряду сомоподібних. Інша назва «біла кішка».

## Опис
Є одним з найбільших представників своєї родини, досягає 165 см при вазі 68 кг. Середня довжина становить близько 60 см при вазі від 4 до 9 кг. Голова помірно велика, масивна, округла. Його верхня щелепа помітно нависає над нижньою. Має 4 пари вусиків на морді, що надає рибі специфічний вигляд. Має видовжений, стрункий, дещо сплощений з боків тулуб з глибоким виїмчастим хвостовим плавцем. З віком починає більше рости в ширину, ніж в довжину, через що великі особини часто мають форму відносно короткого і товстого «цурпалки-барила». Плавальний міхур має передню і дві бічні камери. Спинний плавець різко видається догори, з 6 м'якими променями. Анальний плавець рівний з 30—35 променями, які розташовуються паралельно один до одного. Черевні з 8—9 променями, червні — 8.
Забарвлення залежить від ваги і віку. При досягненні ваги більш ніж 5 кг сом набуває блідо-блакитне забарвлення на спині і з боків, що поступово переходить в срібно-білий на черевці. Мальки завдовжки 5—10 см найчастіше прозорі і непомітні у воді, особини завдовжки 25-45 см, зазвичай, білі або сріблясто-білі, за що цей сом отримав другу назву. На відміну від інших ікталурів не має плям.

## Спосіб життя
Воліє до відкритих водойм, великих каналів, заплав, річок, де дно галькове або піщане. Є водойми з великою популяцією блакитного сома, які мають мулисте дно. Полюбляє глибокі місця зі слабкою і середньою течією, але при цьому також може жити в річках зі швидкою течією, де гравійне або кам'янисте дно. Водночас досить непогано переносить солону воду і може виростати в прибережних водах, де солоність не перевищує 8 ‰.
Є переважно донною рибою, яка в зрілому віці веде самітний спосіб життя. Росте досить швидко, особливо після того, як починає їсти рибу. Швидке зростання спостерігається у великих озерах, існує залежність між віком і розмірами риби. Зростання риби в річках і штучних водоймах може бути також швидким при наявності достатньої кількості їжі. Оскільки зростання і розвиток залежить від температури води (від 10 до 22 °C), різноманітної та якісної їжі, найбільшого свого розвитку він досягає в південних регіонах.
Цей ікталур з усіх риб родини найбільш схильний до міграції. Він піднімається вгору по річці навесні і скочується вниз восени. У теплу пору року воліє триматися в не дуже глибоких місцях, після настання холодів переміщається значно глибше.
Є практично усеїдним. Основу його раціону складають всілякі види річкових тварин, зокрема риб, водних комах, річкових крабів, раків і усі можливі види молюсків. Уподобання в їжі сильно залежать від місця проживання. Так, в каліфорнійських водосховищах воліє живиться молюсками Corbicula fluminea. Також живлення залежить від розміру риби. Дрібні особини полюють на дрібних безхребетних, чередні і великі особини їдять рибу і великих безхребетних.
Досягає статевої зрілості при розмірі близько 60 см. Нерест триває з квітня до червня, Яйця вкладаються в гніздах і охороняються від хижаків до вилуплення молодняку. Дорослі самиці можуть відкласти до 200 тис. ікринок, іноді більше. Час подвоєння популяції оцінюється від 4,5 до 14 років.
Тривалість життя становить 20 років.

## Стосунки з людиною
Цьому ікталура ловлять насамперед потужними донними снастями з берега та човна. Рибальство залежить від того, в яку пору року вона почалася. Навесні, коли він досить обережний, його краще ловити на шматочок м'яса, виповзків або на ракову шийку. Другий весняний період — це час перед нерестом, коли блакитний ікталур стає дуже ненажерливим і найкраще ловиться на живця, також цілком підійдуть жаба або п'явка. Влітку, після закінчення нересту, втрачає обережність і починають їсти все, що попадеться. У цей період також краще використовувати живця. Восени, перед тим, як цей сом піде на глибину, можна спробувати зловити його на жабу, п'явку або шматочки м'яса.
Для лову також використовують спінінг. Переважно застосовують джигову техніку, а ловля ведеться на досить важкі приманки. Іноді можна використовувати плаваючий глибоководний воблер, застосовуючи при цьому повільні проводки. Вночі можна рибалити з поппером, який попередньо обробляють атрактантом, щоб залучити ікталура, який чутливий до запахів.

## Розповсюдження
Широко поширений в південних і центральних штатах США, обмежений басейном річки Міссісіпі (особливо багато в річках Міссурі, Теннессі, Арканзас, Огайо), річкою Ріо-Гранде (Техас) і узбережжям Мексиканської затоки до Белізу та Гватемали.
Його також інтрудуктовано до водойм і річок, зокрема озер Маріон і Моултре в Південній Кароліні, річки Джеймс в Вірджинії, озерах Павертон в місті Пекін та Спрінгфілд в місті Спрінгфілд (обидва — штат Іллінойс), деяких озерах Флориди.